# E-Prix de Miami
El e-Prix de Miami es una carrera de Fórmula E, una serie de carreras de monoplazas totalmente eléctricos. La carrera se celebrará en el Homestead-Miami Speedway, Homestead, Florida tras 10 años de ausencia.

## Historia
Miami fue una de las sedes originales de la Fórmula E, donde fue la quinta carrera en la historia de la competición, esta se disputó en el Circuito callejero de Biscayne Bay, que se caracterizó por rodear el Kaseya Center, hogar de los Miami Heat de la NBA, Nicolas Prost fue el ganador de esta carrera, seguido por Scott Speed y Daniel Abt, tras esta competencia la categoría no volvió a Florida, sin embargo 10 años después el e-Prix hace su retorno en un nuevo ambiente en el Homestead-Miami Speedway.

## Circuito
Se anunció que el Homestead-Miami Speedway, en su configuración interna será el encargado de albergar la competición, sin embargo no se tiene un diseño específico del trazado.

## Ganadores
| Edición    | Ganador         | Equipo         | Circuito       | Resultados     |
| ---------- | --------------- | -------------- | -------------- | -------------- |
| 2014-15    | Nicolas Prost   | Renault        | Biscayne Bay   | Resultados     |
| 2015- 2024 | No se disputó.  | No se disputó. | No se disputó. | No se disputó. |
| 2024-25    | Pascal Wehrlein | Porsche        | Homestead      | Resultados     |

## Estadísticas

### Pilotos con más victorias
| Victorias | Piloto          | Años |
| --------- | --------------- | ---- |
| 1         | Nicolas Prost   | 2015 |
| 1         | Pascal Wehrlein | 2025 |

### Equipos con más victorias

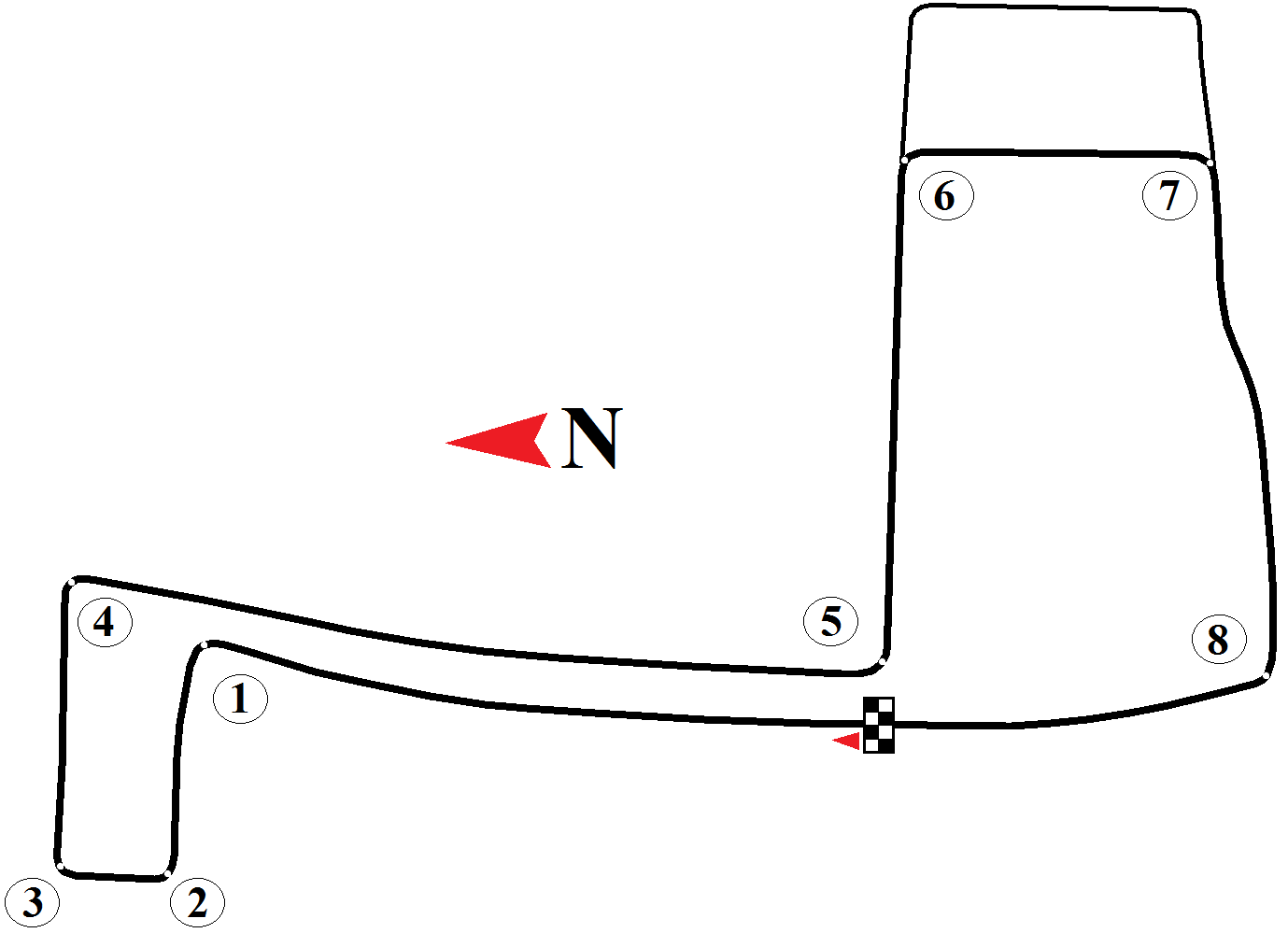
Trazado anterior del e-Prix de Miami

| Victorias | Equipo  | Años |
| --------- | ------- | ---- |
| 1         | Renault | 2015 |
| 1         | Porsche | 2025 |